# Ancistrus bodenhameri
Ancistrus bodenhameri är en fiskart som beskrevs av Schultz, 1944. Ancistrus bodenhameri ingår i släktet Ancistrus och familjen Loricariidae. Inga underarter finns listade i Catalogue of Life.